# Лијенц
Лијенц град је у Аустрији, смештен у јужном делу државе. Значајан је град у покрајини Тирол, у оквиру округа Лијенц.
Лијенц је средиште Источног Тирола, који је данас потпуно одвојена целина од главнине аустријског дела ове историјске покрајине.

## Природне одлике
Лијенц се налази у јужном делу Аустрије, 470 км југозападно од Беча. Главни град покрајине Тирол, Инзбрук, налази се 180 km северозападно од града.
Град Лијенц је смештен на ушћу реке Изел у Драву. Изнад града се стрмо издижу Алпи. Северно се издиже највиша планина Аустрије, Високи Тауерн, док се јужно издижу тзв. Кречњачки Алпи. Надморска висина града је око 670 m.

## Становништво
| 1971.  | 1981.  | 1991.  | 2001.  | 2011.  |
| ------ | ------ | ------ | ------ | ------ |
| 11.741 | 11.661 | 11.864 | 12.079 | 11.955 |

У Лијенцу живи око 12.000 становника. Последњих деценија број становника града стагнира.

## Галерија
- Главна Римокатоличка Црква св. Андреје
- Приобаље Изела
- Главни градски трг
- Дворац Брук изнад града